# ماريا فيرمينا ريفيرا
ماريا فيرمينا ريفيرا (بالإسبانية: Maria Fermina Rivera) كانت متمردة في حرب الاستقلال المكسيكية حيث كانت جزءًا من قوة فيسنتي غيريرو الصغيرة. ولدت ريفيرا في تلالتيزابان، في ما يعرف اليوم بولاية موريلوس. في عام 1821 رافقت ريفيرا زوجها في القتال على الخطوط الأمامية مع قوات غيريرو واستمرت في القتال من أجل الاستقلال طوال السنوات الأخيرة من الحرب.
ربما تكون قد قُتلت أثناء القتال في جيش غيريرو في فبراير 1821، على الرغم من أن مصدرًا آخر ذكر أنها رفعت دعوى قضائية ضد حكومة الإمبراطورية المكسيكية الأولى لزيادة عدد أفرادها عام 1823، وتاريخ وفاتها غير معروف.